# Vernești, Argeș
Vernești este un sat în comuna Valea Danului din județul Argeș, Muntenia, România. Un sat care alcătuiește comuna Valea Danului.